# Botryosphaeriaceae
Botryosphaeriaceae é uma família de fungos ascomicetas (Ascomycota) que integra a ordem monotípica dos Botryosphaeriales. A família inclui 26 géneros e pelo menos 1500 espécies (estimativa de 2008).

## Géneros
A família Botryosphaeriaceae compreende os seguintes géneros:
- Amarenomyces
- Aplosporella
- Auerswaldiella
- Botryosphaeria
- Dichomera
- Diplodia
- Discochora
- Dothidotthia
- Dothiorella
- Fusicoccum
- Granulodiplodia
- Guignardia
- Lasiodiplodia
- Leptodothiorella
- Leptoguignardia
- Macrophoma
- Macrophomina
- Nattrassia
- Neodeightonia
- Neofusicoccum
- Otthia
- Phaeobotryosphaeria
- Phomatosphaeropsis
- Phyllosticta
- Saccharata
- Sivanesania
- Thyrostroma